# Atabapo
Pour les articles homonymes, voir Atabapo (homonymie).
Atabapo est l'une des sept municipalités de l'État d'Amazonas au Venezuela. Son chef-lieu est San Fernando de Atabapo. En 2011, la population s'élève à 9 169 habitants.

## Géographie

### Subdivisions
La municipalité est divisée en 3 paroisses civiles depuis le 18 décembre 1997 avec chacune à sa tête une capitale (entre parenthèses)  :
- Ucata (Laja Lisa) ;
- Yapacana (Macuruco) ;
- Caname (Guarinuma).

## Population et société

### Populations indigènes
Les principaux groupes indigènes sont : Piaroas, Piapoco, Curripaco, Baniva, Bare, Puinaves, Yeral, Yecuana, Jivi, Sálivas, Guarekena.

## Sites remarquables

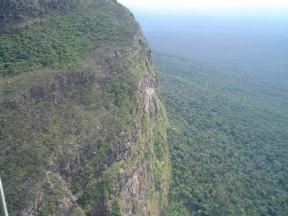
Le tepuy Yapacana

- Tepuy Yapacana